# Rhyacophila inculta
Rhyacophila inculta är en nattsländeart som beskrevs av Ross och Spencer 1952. Rhyacophila inculta ingår i släktet Rhyacophila och familjen rovnattsländor. Inga underarter finns listade i Catalogue of Life.